# Ferrocarril Córdoba a Rosario
El Ferrocarril Córdoba a Rosario fue una empresa de capitales británicos que funcionó desde 1890 hasta el año 1913.

## Origen
Por ley de la Provincia de Santa Fe, del 2 de septiembre de 1886, se concedió a Santiago Temple la construcción de un Ferrocarril que uniese esta provincia con la de Córdoba; el contrato de construcción fue aprobado el 16 de diciembre del mismo año. La concesión respectiva se transfirió a favor de John G. Meiggs y CIA. por decreto del 8 de julio de 1889.
La primera sección en habilitarse fue el ramal de San Francisco a Rafaela, en diciembre de 1890; la línea principal de Frontera/San Francisco a Rosario fue librada al servicio durante 1891, al igual que el ramal de Empalme Graneros a Embarcaderos. Las últimas obras que construyó esta empresa fueron las del ramal de enlace de Estación Rafaela C&R a Estación Rafaela Oeste del Tranvía a Vapor de Rafaela, en 1908.

## Fusión
Por decreto del 30 de abril de 1886 se declaró a este Ferrocarril sujeto a la jurisdicción nacional, y de la misma forma, el 22 de enero de 1913, se aceptó la fusión del Ferrocarril Córdoba a Rosario en la red del Ferrocarril Central Córdoba, contando a tal fecha con una extensión de 291,5 km.